# Neuseeländische Cricket-Nationalmannschaft in Südafrika in der Saison 1961/62
Die Tour der neuseeländischen Cricket-Nationalmannschaft nach Südafrika in der Saison 1961/62 fand vom 8. Dezember 1961 bis zum 20. Februar 1962 statt. Die internationale Cricket-Tour war Bestandteil der Internationalen Cricket-Saison 1961/62 und umfasste fünf Tests. Die Serie endete 2–2 unentschieden.

## Vorgeschichte
Für beide Mannschaften war es die erste Tour der Saison.
Das letzte Aufeinandertreffen der beiden Mannschaften bei einer Tour fand in der Saison 1953/54 in Südafrika statt.

## Stadien
Die folgenden Stadien wurden für die Tour als Austragungsort vorgesehen.
| Stadion                  | Stadt          | Kapazität | Spiele       |
| ------------------------ | -------------- | --------- | ------------ |
| Sahara Stadium Kingsmead | Durban         | 25.000    | 1. Test      |
| Wanderers Stadium        | Johannesburg   | 34.000    | 2. & 4. Test |
| Newlands Cricket Ground  | Kapstadt       | 25.000    | 3. Test      |
| Sahara Oval St George’s  | Port Elizabeth | 19.000    | 5. Test      |

## Kaderlisten
Die Mannschaften benannten die folgenden Kader.
| Test | Test |
| Südafrika | Neuseeland |
| --- | --- |
| - Jacky McGlew (K) - Neil Adcock - Eddie Barlow - Colin Bland - Harry Bromfield - Sydney Burke - Kim Elgie - Buster Farrer - Peter Heine - Tiger Lance - Goofy Lawrence - Atholl McKinnon - Roy McLean - Sid O’Linn - Peter Pollock - John Waite (wk) - Kenneth Walter | - John Reid (K) - Jack Alabaster - Gary Bartlett - Paul Barton - Frank Cameron - Murray Chapple - Artie Dick (wk) - Graham Dowling - John Guy - Zin Harris - Noel McGregor - Dick Motz - John Sparling |

## Tests

### Erster Test in Durban
| 8. – 12. Dezember Scorecard | Durban | Südafrika 292 (88.5) & 149 (61.2) | – | Neuseeland 245 (99.3) & 166 (79.3) |
|                             |        | Südafrika gewinnt mit 30 Runs     |   |                                    |

Südafrika gewann den Münzwurf und entschied sich als Schlagmannschaft zu beginnen.

### Zweiter Test in Johannesburg
| 26. – 29. Dezember Scorecard | Johannesburg | Südafrika 322 (103.2) & 178-6d (43) | – | Neuseeland 223 (92.3) & 165-4 (68) |
|                              |              | Remis                               |   |                                    |

Südafrika gewann den Münzwurf und entschied sich als Schlagmannschaft zu beginnen.

### Dritter Test in Kapstadt
| 1. – 4. Januar Scorecard | Kapstadt | Neuseeland 385 (157.5) & 212-9d (88.1) | – | Südafrika 190 (68.4) & 335 (142.2) |
|                          |          | Neuseeland gewinnt mit 72 Runs         |   |                                    |

Neuseeland gewann den Münzwurf und entschied sich als Schlagmannschaft zu beginnen.

### Vierter Test in Johannesburg
| 2. – 5. Februar Scorecard | Johannesburg | Neuseeland 164 (53.1) & 249 (88.2)              | – | Südafrika 464 (124.2) |
|                           |              | Südafrika gewinnt mit einem Innings und 51 Runs |   |                       |

Neuseeland gewann den Münzwurf und entschied sich als Schlagmannschaft zu beginnen.

### Fünfter Test in Port Elizabeth
| 16. – 20. Februar Scorecard | Port Elizabeth | Neuseeland 275 (111.2) & 228 (83.1) | – | Südafrika 190 (72.4) & 273 (144) |
|                             |                | Neuseeland gewinnt mit 40 Runs      |   |                                  |

Neuseeland gewann den Münzwurf und entschied sich als Schlagmannschaft zu beginnen.